# Ofudessaki
Ofudessaki (japonês: おふでさき) é um das três principais escritas originais (oriundas diretamente de Oyassama) da religião Tenrikyo. O Ofudessaki é formado por versos escritos em uma métrica perfeita onde estão inseridos o cerne dos ensinamentos da religião.